# Bunte Bambusotter
Die Bunte Bambusotter (Trimeresurus venustus, Syn.: Cryptelytrops venustus Malhotra & Thorpe, 2004), auch Schöne Bambusotter genannt, ist eine giftige Schlangenart aus der Unterfamilie der Grubenottern (Crotalinae). 

## Verbreitungsgebiet und Gefährdung
Das Verbreitungsgebiet der Bunten Bambusotter liegt im thailändischen Teil der Malaiischen Halbinsel in den Provinzen Surat Thani, Nakhon Si Thammarat und Krabi.
Die IUCN stuft die Art wegen ihres kleinen und fragmentierten Verbreitungsgebiets als gefährdet (vulnerable) ein. Der Populationstrend ist rückläufig. Zu ihren Bedrohungen zählt das illegale Sammeln für den internationalen Tierhandel und ein zunehmender Lebensraumverlust durch Bergbau und die Rodung von Wäldern für Ölpalmen- und Kautschuk-Monokulturen. Die Art kommt in einigen Schutzgebieten vor, in denen sie relativ häufig anzutreffen ist.

## Merkmale
Die Bunte Bambusotter kann eine Gesamtlänge von 58 cm erreichen. Auf dem Rücken finden sich 21 Schuppenreihen. Bis auf die Schuppen der äußeren Reihen sind alle Rückenschuppen gekielt. Die Anzahl der Bauchschuppen beträgt bei den Männchen 170 bis 175, bei den Weibchen sind es 173 bis 181 Schuppen, die der immer geteilten Subcaudalia liegt bei den Männchen bei 60 bis 71, bei Weibchen sind es 48 bis 55. Die Analschuppe ist ungeteilt. Vor dem Auge findet sich drei Präoculare, dahinter zwei bis drei Postocularia. Über dem Auge liegen 10 bis 13 Supraocularia, darunter ein schmales Suboculare. Die Anzahl der Oberlippenschilde (Supralabialia) liegt bei neun bis elf, wobei das erste vom Nasenschild getrennt ist, das zweite an das Grubenorgan grenzt und das dritte am größten ist und das Suboculare berühren kann. Die Anzahl der Unterlippenschilde (Infralabialia) liegt bei 11 bis 13.
Die Schlange ist auf der Oberseite grün und mit rötlich braunen Bändern gemustert. Der Bauch ist grünlich, die Bauchschuppen sind teilweise an ihren Seiten rötlich braun gefleckt. Am Übergang von Bauchseite zu den Körperseiten liegen weiße Längsstreifen. Die Kopfoberseite ist heller grün und rötlich braun gesprenkelt. Die Schwanzunterseite ist rötlich braun und zeigt eine mittig gelegene Reihe weißer Flecken und an den Seiten weiße und grüne Punkte. Ober- und Unterlippenschuppen (Labialia) sind gelbgrün. Bei den Jungtieren ist die Färbung kontrastreicher.
Eine ähnliche Art ist die Großaugen-Bambusotter (Trimeresurus macrops).

## Lebensweise
Die Bunte Bambusotter ist bisher wenig erforscht worden. Auch ihr Gift wurde bisher nicht untersucht. Sie ist ovovivipar (ei-lebendgebärend) und ein Weibchen gebiert 14 bis 16 Jungschlangen, die dann eine Länge von 16 bis 19 cm haben. Sie ist sowohl tag- als auch nachtaktiv und hält sich in Bäumen auf. Ihre Beute sind kleine Wirbeltiere.

## Taxonomie
Die Bunte Bambusotter wurde 1991 von dem deutschen Herpetologen Gernot Vogel als Trimeresurus venustus wissenschaftlich erstbeschrieben. Der Holotyp befindet sich im Museum für Naturkunde in Berlin mit der Nummer ZMB 48045. Das Artepitheton venustus stammt aus dem Lateinischen und bedeutet übersetzt „schön“ oder „anmutig“.